# Bedmond
Bedmond är en by i Hertfordshire i England. Byn är belägen 24,2 km 
från Hertford. Orten har 986 invånare (2016).